# Élite: historias breves
Élite: historias breves é foi minissérie espanhola da Netflix, derivada da série de Élite. A série é composta por quatro contos de três episódios cada, que serão lançados de 14 a 17 de junho de 2021. É produzida pela Zeta Ficción TV e também criada por Carlos Montero e Darío Madrona, e dirigida por Dani da Ordem e Jorge Torregrossa, para expandir o universo narrativo da série original.

## Resumo
| Temporada | Temporada | Episódios | Episódios | Originalmente exibido  | Originalmente exibido  |
| Temporada | Temporada | Episódios | Episódios | Estreia da temporada   | Final da temporada     |
| --------- | --------- | --------- | --------- | ---------------------- | ---------------------- |
|           | 1         | 12        | 12        | 14 de junho de 2021    | 17 de junho de 2021    |
|           | 2         | 9         | 9         | 15 de dezembro de 2021 | 23 de dezembro de 2021 |

## Sinopse

### Temporada 1
Guzmán, Caye & Rebe
Rebeka (Claudia Salas) convida Guzmán (Miguel Bernardeau) e Cayetana (Georgina Amorós) para uma festa em sua nova casa, mas as coisas logo fogem do controle a partir de descobertas chocantes e convidados inesperados. Para piorar, eles ficam sob o efeito de drogas e passam a refletir sobre as situações problemáticas de suas vidas.
Nadia & Guzmán
Após ganhar uma bolsa de estudos em Nova Iorque, Nadia (Mina El Hammani) volta, brevemente, para a Espanha para comparecer a um evento familiar. Porém, ela não sabe se deve entrar em contato com Guzmán, com quem poderia viver um relacionamento à distância. Mas, ao chegar, a jovem universitária vai descobrir se as coisas são mais simples ou mais complicadas do que parecem.
Omar, Ander & Alexis
Na terceira temporada de Elite, Ander (Arón Piper) passou por graves problemas de saúde e, durante esse tempo, fez amizade com Alexis (Jorge Clemente) durante os dias de quimioterapia. No verão, ele decide apoiar seu colega, com a ajuda do namorado Omar (Omar Ayuso). Ao mesmo tempo, Ander e Omar tentam retomar o relacionamento, que sofreu dificuldades com doenças e traições.
Carla & Samuel
Carla (Ester Expósito) está prestes a estudar em Londres, mas precisa resolver uma questão pendente antes de viajar: sua relação conturbada com Samuel (Itzan Escamilla). Enquanto isso, Samuel fará de tudo para convencer a duquesa a ficar na Espanha e retomar o namoro da dupla. Quem será que vai vencer nesse duelo de fortes opiniões?

### Temporada 2
Phillipe Caye Felipe
Com a ajuda de Felipe (Àlex Monner), Cayetana (Georgina Amorós) estava pronta para superar o ex Phillipe (Pol Granch). Até ele decidir reaparecer na vida dela.
Samuel Omar
Samuel (Itzan Escamilla) corre o risco de ser despejado da casa onde vive desde criança, mas Omar (Omar Ayuso) tem uma ideia tentadora para conseguir dinheiro.
Patrick
A viagem de Patrick (Manu Ríos) para uma cabana na floresta no fim do ano tem consequências inesperadas e significativas.

## Elenco
| Legenda         | Legenda                        |
| --------------- | ------------------------------ |
|                 | Creditado no elenco principal  |
|                 | Creditado no elenco recorrente |
| Does not appear | Personagem ausente             |

| Intérprete        | Personagem                       | Parte 1          | Parte 1      | Parte 1           | Parte 1      | Parte 2              | Parte 2     | Parte 2   |
| Intérprete        | Personagem                       | Guzmán Caye Rebe | Nadia Guzmán | Omar Ander Alexis | Carla Samuel | Phillipe Caye Felipe | Samuel Omar | Patrick   |
| Principal         | Principal                        | Principal        | Principal    | Principal         | Principal    | Principal            | Principal   | Principal |
| ----------------- | -------------------------------- | ---------------- | ------------ | ----------------- | ------------ | -------------------- | ----------- | --------- |
| Miguel Bernardeau | Guzmán Nunier Osuna              |                  |              |                   |              |                      |             |           |
| Claudia Salas     | Rebeka "Rebe" de Bormujo Ávalos  |                  |              |                   |              |                      |             |           |
| Georgina Amorós   | Cayetana "Caye" Grajera Pando    |                  |              |                   |              |                      |             |           |
| Mina El Hammani   | Nadia Shanaa                     |                  |              |                   |              |                      |             |           |
| Arón Piper        | Ander Muñoz                      |                  |              |                   |              |                      |             |           |
| Omar Ayuso        | Omar Shanaa                      |                  |              |                   |              |                      |             |           |
| Jorge Clemente    | Alexis Fernández                 |                  |              |                   |              |                      |             |           |
| Ester Expósito    | Carla Rosón Caleruega            |                  |              |                   |              |                      |             |           |
| Itzan Escamilla   | Samuel "Samu" García Domínguez   |                  |              |                   |              |                      |             |           |
| Pol Granch        | Phillipe Florian Von Triesenberg |                  |              |                   |              |                      |             |           |
| Àlex Monner       | Felipe                           |                  |              |                   |              |                      |             |           |
| Manu Ríos         | Patrick Blanco Commerford        |                  |              |                   |              |                      |             |           |
| Carla Díaz        | Ariadna "Ari" Blanco Commerford  |                  |              |                   |              |                      |             |           |
| Martina Cariddi   | Mencía Blanco Commerford         |                  |              |                   |              |                      |             |           |
| Recorrente        |                                  |                  |              |                   |              |                      |             |           |
| Fariba Seikhan    | Mai                              |                  |              |                   |              |                      |             |           |
| Laura Calero      | Enfermeira                       |                  |              |                   |              |                      |             |           |
| Jon Rod           | Médico                           |                  |              |                   |              |                      |             |           |
| Rachel Lascar     | Estefanía von Triesenberg        |                  |              |                   |              |                      |             |           |
| Celia Sastre      | Lara                             |                  |              |                   |              |                      |             |           |
| Diego Martín      | Benjamín Blanco                  |                  |              |                   |              |                      |             |           |
| Elisa Matilla     | Advogada                         |                  |              |                   |              |                      |             |           |
| Diego Betancor    | Advogado                         |                  |              |                   |              |                      |             |           |
| Iván Pellicer     | Beni                             |                  |              |                   |              |                      |             |           |
| Junior Mbengani   |                                  |                  |              |                   |              |                      |             |           |

## Episódios

### Primeira temporada (2021)
| História | Parte | Título              | Dirigido por      | Escrito por    | Lançamento original |
| --- | ----- | ------------------- | ----------------- | -------------- | ------------------- |
| 1 | 1–3   | "Guzmán Caye Rebe"  | Dani de la Orden  | Carlos Montero | 14 de junho de 2021 |
| Rebe convida Cayetana e Guzmán para comer um bolo especial na casa nova. Os três amigos entram em pânico depois que encontram cocaína na casa de Rebe. Cayetana revela seus planos de trabalho. Cayetana e Rebe discutem com Guzmán sobre o que fazer com os homens que estão tentando invadir a casa.                                                            |       |                     |                   |                |                     |
| 2 | 4–6   | "Nadia Guzmán"      | Dani de la Orden  | Carlos Montero | 15 de junho de 2021 |
| Nadia se acostuma com a vida em Nova York, mas surge uma chance de visitar Madri e ela não sabe se conta para Guzmán ou não. Nadia e Guzmán chegam a um acordo importante em sua relação. A recém-casada May dá conselhos amorosos à irmã caçula. Tentando controlar as emoções, Nadia exige que Guzmán siga regras muito específicas para o reencontro dos dois. |       |                     |                   |                |                     |
| 3 | 7–9   | "Omar Ander Alexis" | Jorge Torregrossa | Darío Madrona  | 16 de junho de 2021 |
| Ander e Omar visitam Alexis, que está deprimido no hospital, e uma indiscrição do passado deixa Ander em uma situação difícil. Para tentar animar o amigo, Ander convida Alexis para um churrasco na casa nova de Rebeka. Após uma conversa franca com Ander, Alexis toma uma decisão definitiva sobre o seu tratamento.                                          |       |                     |                   |                |                     |
| 4 | 10–12 | "Carla Samuel"      | Jorge Torregrossa | Carlos Montero | 17 de junho de 2021 |
| Samuel corre para o aeroporto para tentar impedir que Carla pegue o voo para Londres. Carla e Samuel brincam com um jogo de perguntas e respostas que acaba virando uma conversa séria. Após uma discussão e várias mensagens, Samuel e Carla tentam chegar a uma decisão.                                                                                        |       |                     |                   |                |                     |

### Segunda temporada (2021)
| História | Parte | Título                 | Dirigido por            | Escrito por    | Lançamento original    |
| --- | ----- | ---------------------- | ----------------------- | -------------- | ---------------------- |
| 5 | 13–15 | "Phillipe Caye Felipe" | Lucía Alemany           | Carlos Montero | 15 de dezembro de 2021 |
| Cayetana doa roupas com Rebe, conhece um novo amigo e oferece seus serviços de costureira para o Natal. Cayetana se surpreende com a doação generosa de Phillipe e pede um favor a Felipe em troca de um jantar. Cayetana confronta o ex, que revela seus sentimentos e pergunta para ela se perdoá-lo é uma opção.                     |       |                        |                         |                |                        |
| 6 | 16–18 | "Samuel Omar"          | Lucía Alemany           | Carlos Montero | 20 de dezembro de 2021 |
| Samuel descobre que a mãe deve uma fortuna de aluguel e busca uma forma de quitar a dívida para que a família não seja despejada. Omar ajuda Samuel a tirar fotos picantes para o novo site, mas o plano dá errado. Samuel fica desanimado com as consequências de seus atos, mas os amigos trazem esperança... e uma ideia provocante. |       |                        |                         |                |                        |
| 7 | 19–21 | "Patrick"              | Eduardo Chapero-Jackson | Carlos Montero | 23 de dezembro de 2021 |
| Patrick se sente sufocado pela família e vai para uma cabana na floresta. Mas, chegando lá, ele se depara com uma tentação. Patrick usa drogas que despertam lembranças dolorosas e sofre alucinações envolvendo sua família. Preocupado com Mencía, Patrick decide ir atrás dela. O que se segue é uma mudança para a família.         |       |                        |                         |                |                        |

## Produção
Em 13 de maio é anunciado que Elite terá o primeiro spin-off produzido na história da Netflix, uma minissérie intitulada Elite: Short Stories, com quatro histórias compostas por três episódios cada, que estreará de 14 a 17 de junho de 2021.

## Ligações Externas
- Élite historias breves: Guzmán Caye Rebe. no IMDb.
- Élite historias breves: Nadia Guzmán. no IMDb.
- Élite historias breves: Omar Ander Alexis. no IMDb.
- Élite historias breves: Carla Samuel. no IMDb.